# Mycetophila ruficollis
Mycetophila ruficollis är en tvåvingeart som beskrevs av Johann Wilhelm Meigen 1818. Mycetophila ruficollis ingår i släktet Mycetophila och familjen svampmyggor. Inga underarter finns listade i Catalogue of Life.